# Jura (rzeka)
Jura (lit. Jūra – „morze”) – rzeka w zachodniej Litwie, prawy dopływ Niemna. Długość – 172 km, powierzchnia zlewni – 3994 km². 
Jura ma źródła na zachodnim skraju Wyżyny Żmudzkiej, 10 km na północny zachód od Rietawas. Płynie na południe przez Rietawas, Kwedarnę, Pojuris i Taurogi. Wpada do Niemna 81 km od jego ujścia. Basen rzeki ma status rezerwatu (ichtiologicznego i krajobrazowego). 
Dopływy: 
- lewe – Ajtra, Lokysta, Akmena, Šunija, Šešuvis
- prawe – Letausas, Šlaunis